# Portugalski jezik
Portugalski jezik (ISO 639-3: por; a língua portuguesa) je romanski jezik kojim se služi oko 200 milijuna ljudi. Službeni je jezik u Brazilu (zemlji u kojoj živi 80 % svih govornika tog jezika) i Portugalu te nekim afričkim zemljama (Angola, Gvineja Bisau, Mozambik, Sveti Toma i Princip, Zelenortska Republika). Odnedavno je i jedan od službenih jezika u azijskoj državi Istočni Timor. 
Postoje dvije glavne varijante portugalskog jezika: 
- Brazilski portugalski (port. português brasileiro), kojim se služi oko 80 % svih govornika portugalskog jezika.
- Europski ili luzitanski portugalski (port. português lusitano ili português europeu) koji je službeni jezik u Portugalu, afričkim zemljama i u Istočnom Timoru.

Iz tog se razloga portugalski jezik u sociolingvistici klasificira kao policentrični standardni jezik, kakvi su i drugi veći europski jezici. Brazilski portugalski proučavaju tzv. brazilijanisti, a luzitanski portugalski tzv. luzitanisti.

## Pravopis (Ortografia)
Pravopis portugalskog jezika nije u potpunosti fonološki, iako je mnogo manje kompliciran od npr. francuskog ili engleskog pravopisa. Istim grafemom mogu biti predstavljeni različiti glasovi, a vrijedi i obratno, isti glas, može, u pisanju, biti predstavljen različitim grafemima. Postoje tri grafička naglaska: akut (á), cirkumfleks (â), gravis (à). Ostali dijakritički znaci su: tilda (ã) i dijereza (ü). Cirkumfleks (â) se koristi za označavanje zatvorenih samoglasnika (kao u esôfago 'jednjak'), nazalnih samoglasnika (kao u amêndoa 'badem') i nazaliziranih samoglasnika (kao u Amazônia 'Amazonija', câmera 'kamera'), a tilda (ã) samo za označavanje nazalnih samoglasnika (kao u tobogã 'tobogan', tchã 'čar, draž', cãibra 'grč'). Akut (á) se koristi za označavanje otvorenih (oralnih) samoglasnika (kao u xícara 'šalica', jacaré 'kajman'), nazalnih samoglasnika (kao u íntimo 'blizak, intiman', neném 'beba', refém 'talac') i nazaliziranih samoglasnika (kao u único 'jedini'). Gravis (à) se javlja samo u stegnutim oblicima prijedloga a i određenog člana ženskog roda a(s) (a + a(s) = à(s)) ili pokazne zamjenice aquele(s), aquela(s), aquilo (a + aquel... = àquel...). Dijereza (ü) se koristi samo u skupovima güe, qüe, güi, qüi, označavajući da ovdje u ima vrijednost polusamoglasnika [w]). Od suglasničkih grafema, za portugalski jezik su karakteristični digrafi nh, lh i ch, te ç, koji, kao i u francuskom jeziku, ima vrijednost glasa [s]. Njih se ne smatra posebim slovima, pa se, stoga, u rječnicima nhoque 'njoki' nalazi između névoa 'magla' i nicaragüense 'nikaragvanski'. Apostrof se rijetko koristi. (Ostao je u uporabi samo u sintagmi d'água '(od) vode, vodeni, (s) vodom'). Uporaba zareza, uskličnika i upitnika se uglavnom poklapa s hrvatskom upotrebom.

## Izgovor (Pronúncia)
Opisat ćemo neutralni izgovor koji se temelji na govoru glavnog grada Brazila, Brasílije. To je izgovor koji slijede profesionalni spikeri na brazilskoj televiziji Globo i na brazilskom državnom radiju Radiobrás. Mnogi gradovi brazilskog Jugoistoka (Belo Horizonte, Juiz de Fora, Vitória, Guarapari) imaju izgovor sličan ovome. U pregledu koristimo simbole Međunarodnog fonetskog društva (IPA), uz neka manja odstupanja, iz praktičnih razloga (uporaba simbola č, ž, š, te korištenje [y] umjesto [j]).

### Samoglasnici (Vogais)
U portugalskom jeziku, baš kao i u standardnome talijanskom jeziku, postoji sedam fonemskih samoglasnika: a, i, u (koji se, uglavnom, izgovaraju kao u hrvatskome), é (otvoreno e; broj 3 na shemi samoglasnika), ê (zatvoreno e; br.2), ó (otvoreno o; br. 7), i ô (zatvoreno o; br. 6). Otvoreno e (é) se izgovara kao samoglasnik između hrv. a i e (namjestimo usta kao da ćemo izgovoriti e, a izgovorimo a). Zatvoreno e (é) se izgovara kao samoglasnik između hrv. i i e (namjestimo usta kao da ćemo izgovoriti i, a izgovorimo e). Slično vrijedi i za zatvoreno o (ô), koje se nalazi između hrv. o i hrv. u, te za otvoreno o (ó), koje se nalazi između hrv. o i hrv. a. Mnoge riječi promjenom timbra samoglasnika mijenjaju značenje (avó znači 'baka', a avô 'djed'; sede (ponekad se piše sêde) znači 'žeđ', a sede (ponekad se piše séde) 'sjedište'). Otvorenost vokala u portugalskom jeziku ima mnogo veću važnost nego u talijanskom i nekim drugim jezicima, tako da ni nema regionalne redukcije fonemskog inventara na sustav od samo pet fonema, karakterističan za hrvatski, španjolski i sjeverne govore talijanskog jezika.
 Izgovor grafema A
1. Nenaglašeno A na kraju riječi može se izgovoriti kao otvoreno a [a] ili zatvorenije (br. 4a, 4b, 4c, 4d, 4e na shemi samoglasnika). Izgovor ovisi o raznim faktorima, a neki govornici koriste više realizacija. Primjeri: tia ['či(y)a] 'tetka', brasileira [brazi'lera] 'Brazilka'.
2. A ispred NH, te A ispred naglašenog M ili N se izgovara nazalizirano, tj. kao [ã]. Dolazi do nosnog izgovora A, no nazal koji mu slijedi (m, n, nh) također se izgovara. Primjeri: cama ['kãma] 'krevet', banana [ba'nãna] 'banana', banho ['bãỹu] 'kupanje', piranha [pi'rãỹa] 'pirana', banheiro [bã'ỹeru] 'kupaonica'. U nekim riječima se svaki samoglasnik između nosnih suglasnika nazalizira: mamãe [mã'mãỹ] 'mama'.
3. A ispred M ili N na kraju sloga ili riječi se izgovara nazalno, tj. kao [ã]. Nazalni konsonant koji slijedi (m, n) se ne izgovara. Primjeri: cantar [kã'tah] 'pjevati', santo ['sãtu] 'svetac', campo ['kãpu] 'polje', Ivan [i'vã] 'Ivan', tchan [čã] 'čar'. Jednaku vrijednost ima i glas predstavljen grafemom Ã: rã [hã] 'žaba', Maracanã [maraka'nã] 'Maracanã', tchã [čã] 'čar' (alternativna grafija za tchan).
4. U svim ostalim slučajevima se izgovara kao hrv. a [a]. Primjeri: abacaxi [abaka'ši] 'ananas', abadá [aba'da] 'majica za karneval'.
 Izgovor grafema I
1. Nenaglašeno I na kraju riječi koje dolazi iza samoglasnika se izgovara kao hrv. j [y] (primjeri: papai [pa'pay] 'tata', rei [hey] 'kralj'), neovisno o tome slijedi li iza njega -s: cais [kays] 'gat, mol'. Jednako tako, I između samoglasnikâ, te I ispred završnih samoglasnika A ili O se izgovara kao hrv.j [y]: maiô [ma'yo] 'kupaći kostim', cerimônia [seri'mõnya] 'ceremonija', Mário ['maryu] 'Mario'. I je [y] i ispred samoglasnika u nenaglašenom slogu koji nije na početku riječi: internacional [ĩtehnasyo'naw] 'međunarodni'.
2. I ispred NH, te ispred naglašenog M ili N se izgovara nazalizirano, tj. kao [ĩ]. Primjeri: minha ['mĩỹa] 'moja', vinho ['vĩỹu] 'vino', mina ['mĩna] 'rudnik', lima ['lĩma] 'limeta'.
3. I ispred M ili N na kraju sloga ili riječi se izgovara nazalno, tj. kao [ĩ]. Nazalni konsonant koji slijedi (m, n) se ne izgovara. Primjeri: sim [sĩ] 'da', vinte ['vĩči] 'dvadeset', limpeza [lĩ'peza] 'čistoća, čišćenje'.
4. I se u skupovima -EIR-, -AIX-, -EIX-, -EIJ- najčešće ne izgovara: capoeira [kapo'era] 'kapoera, brazilski borilački ples', cabeleireiro [kabele'reru] 'frizer', caixa ['kaša] 'kasa, kutija', peixe ['peši] 'riba', beijar [be'žah] 'poljubiti'. Slično se događa i s riječima quieto 'miran' i manteiga 'maslac' koje se često izgovaraju ['kεtu], odnosno [mã'tega].
5. U ostalim slučajevima se I izgovara kao hrv. [i]: vi [vi] 'vidjeh', aqui [a'ki] 'ovdje'. Ponekad se, u nekih govornika, javlja centralnija realizacija (slična kratkom i u engleskom; vidi vokal 1a na shemi samoglasnika), češća kod nenaglašenog i.
 Izgovor grafema U
1. Nenaglašeno U na kraju riječi koje dolazi iza samoglasnika  izgovara se kao englesko w [w] (primjeri: mau [maw] 'zao', meu [mew] 'moj'), neovisno o tome slijedi li -s ili ne: seus [sews] 'tvoji'. Također, nenaglašeno U između samoglasnikâ, te U u skupovima -GUA-, -QUA-, kao i Ü (U s dijerezom) se izgovara kao [w]: euá [ew'a] 'afrobrazilska božica', quando ['kwãdu] 'kada', sangüíneo [sã'gwĩnyu] 'krvni'.
U nenaglašenom dočetku -UO, U se izgovara kao [w], koji se često ispušta: contínuo [kõ'čĩn(w)u] 'trajan, neprekinut'.
2. U ispred NH, te ispred naglašenog M ili N se izgovara nazalizirano, tj. kao [ũ]. Primjeri: junho ['žũỹu] 'lipanj', único ['ũniku] 'jedini'.
3. U ispred M ili N na kraju sloga ili riječi se izgovara nazalno, tj. kao [ũ]. Nazalni konsonant koji slijedi (m, n) se ne izgovara. Primjeri: baticum [bači'kũ] 'udaranje', bunda ['bũda] 'stražnjica', rum [hũ] 'rum'.
4. U se u skupu -GUE-, -GUI-, -QUE-, -QUI- nikada ne izgovara: gueto ['getu] 'geto', guitarra [gi'taha] '(električna) gitara', aqui [a'ki] 'ovdje'.
5. U u digrafu OU najčešće se ispušta: vou [vo] 'idem', louco ['loku] 'lud'. Iznimka su vlastita imena: Moscou [mos'kow] 'Moskva', Douglas ['dowglas] 'Douglas' itd.
6. U ostalim slučajevima se U izgovara kao hrv. [u]: nu [nu] 'gol, nag', urubu [uru'bu] 'crni sup'. Ponekad se, u nekih govornika, javlja centralniji alofon (sličan kratkom u u engleskom; vidi vokal 5a na shemi samoglasnika), češći kod nenaglašenog u.
 Izgovor grafema E
1. E s cirkumfleksom (ê) se izgovara kao zatvoreno e [e]: pêsames ['pezamis] 'sućut', nenê [ne'ne] 'beba'. Kad se ê nalazi ispred nazala (m, n, nh) poprima nosni izgovor [ẽ]: milênio [mi'lẽnyu] 'milenij', têm [tẽỹ] 'imate, imaju', pêndulo ['pẽdulu] 'njihalo'.
2. E s akutom (é) se izgovara kao otvoreno e [ε]: jacaré [žaka'rε] 'kajman', hélice ['εlisi] 'elisa'. Jedino se u dočecima -ÉM, -ÉNS izgovara kao zatvoren, nosni samoglasnik [ẽ]: ninguém [nĩ'gẽỹ] 'nitko, nenéns [ne'nẽỹs] 'bebe'.
3. E ispred naglašenog vokala se izgovara kao hrv. i [i] (ili kao hrv. j [y] u brzom govoru): passear [pasi'ah] šetati, teatro [či'atru] 'kazalište'.
4. Nenaglašeno E na kraju riječi izgovara se kao hrv. i [i] ili kao engl. kratko i (vidi samoglasnik br. 1a na vokalnom trapezu). [i] je karakteristika sporog, naglašavajućeg govora, a [br.1] je učestaliji u prirodnome, spontanom govoru. Primjeri: telefone [tele'fõni] 'telefon', avalanche [ava'lãši] 'lavina'. Dodavanje pluralnog nastavka -s ne mijenja kvalitetu samoglasnika: avalanches [ava'lãšis] 'lavine'. E se u dočecima -TE, -DE u običnom govoru često ispušta: cidade [si'dadž(i)] 'grad', dente ['dẽč(i)] 'zub'. Isto vrijedi i za pluralne dočetke -TES, -DES: cidades [si'dads] 'gradovi', dente ['dẽts] 'zubi'.
5. Veznik E (odgovara hrv. i) se izgovara kao hrv. i [i] ili kao zatvoreno e [e].
6. E se u sufiksima DE- i DES- izgovara kao [e] (u nekim riječima) i kao [i] (u ostalim riječima): depois [de'poys] 'poslije, kasnije', demais [dži'mays] 'previše'. Prijedlog de 'od'
se obično izgovara [dži], da bi se razikovao od konjunktiva glagola dar - dê 'daj'. Iznimka je sintagma de repente 'iznenada, najednom, iznebuha' u kojoj se de gotovo uvijek izgovara kao [de]: [dehe'pẽč(i)].
7. E ispred NH, te ispred naglašenog M ili N se izgovara nazalizirano, tj. kao [ẽ]. Primjeri: senha ['sẽỹa] 'lozinka', senhor [sẽ'ỹoh] 'gospodin', veneno 
[ve'nẽnu] 'otrov', gema [žẽma] 'žumanjak'.
8. E ispred M ili N na kraju sloga ili riječi izgovara se nazalno, tj. kao [ẽ]. Nazalni konsonant (m, n) se ne izgovara (npr. tempo ['tẽpu] 'vrijeme, dentro ), ili se svodi na nazalno j [ỹ] (npr. sem [sẽỹ ] 'bez', hífen ['ĩfẽỹ] 'crtica'). Nazalno j [ỹ] je također vrijednost grafema E iza Ã i Õ. Primjeri: mamãe [mã'mãỹ] 'majka', ações [a'sõỹs] 'dionice.
9. E ispred završnog, nenaglašenog A(S) ili O(S) izgovara se kao hrv. j [y]: nívea ['nivya] 'snježna', simultâneo [simuw'tãnyu] 'simultan'.
10. E se u nenaglašenim dočecima -IE, IES obično ispušta: cárie ['kari] 'karijes', séries ['sεris] 'serije'.
11. E na početku riječi, nakon kojeg slijedi S ili X te još jedan suglasnik, obično ima vrijednost hrv. [i] (ili samoglasnika br. 1a s vokalnog trapeza): escova [is'kova] 'četka', estar [is'tah] 'biti', espiar [ispi'ah] '(po)gledati', expulso [is'puwsu] 'izbačen'.
12. E u slogu ispred naglašenih zatvorenih samoglasnika (i, u ili ô), često, u mnogim riječima, može (osim [e]) poprimiti i vrijednost [i]: menino [mi'nĩnu, me'nĩnu] 'dječak', seguro [si'guru, se-] 'siguran', perigo [pi'rigu, pe-] 'opasnost', senhor [sĩ'ỹoh, sẽ-] 'gospodin'.
13. Naglašeno E, iza kojeg ne dolazi nosni samoglasnik izgovara se, ovisno o riječi kao otvoreno e [ε] ili kao zatvoreno e [e]. Pravila nema, te se radi ortoepije mora posegnuti za kakvim boljim rječnikom. Primjeri: ele ['eli] 'on', ela ['εla] 'ona', terno ['tεhnu] 'odijelo'.
14. U svim ostalim slučajevima E se izgovara kao zatvoreno e [e]: eletricidade [eletrisi'dadž(i)] 'elektricitet', parabenizar [parabeni'zah] 'čestitati', pererecar [perere'kah] 'teturati, gegati se, poskakivati', eletroterapia [eletrotera'pia] 'elektroterapija'.
 Izgovor grafema O
1. O s cirkumfleksom (ô) se izgovara kao zatvoreno o [o]: esôfago [e'zofagu] 'jednjak', vovô [vo'vo] 'djed(ic)a'. Kad se ô nađe ispred nazala (m, n, nh) poprima nosni izgovor [õ]: Verônica [ve'rõnika] 'Veronika', ômega ['õmega] 'omega'.
2. O ispred NH, ili ispred naglašenog M ili N se izgovara nazalizirano, tj. kao [õ]. Primjeri: sonhar [sõ'ỹah] 'sanjati, snivati', sonho ['sõỹu] 'san, snivanje', sono ['sõnu] 'san, spavanje'. O ispred M ili N na kraju sloga ili riječi izgovara se nazalno, tj. kao [õ], pri čemu se nazalni konsonant (m, n) ne izgovara (npr. onda ['õda] 'val', som [sõ] 'zvuk'). Jednako tako, svako o s tildom (õ) izgovara se kao 
zatvoreno, nazalno õ [õ]: relações [hela'sõỹs] 'odnosi', (você) põe [(vo'se] põỹ] 'staviš'. O iza nazalnog A (ã) se izgovara kao nazalni polusamoglasnik [w]. Primjeri: pão 'kruh', mãos 'ruke' itd.
3. Nenaglašeno O na kraju riječi izgovara se kao engl. kratko u (vidi samoglasnik br. 5a na vokalnom trapezu). Ponekad se izgovara kao hrv. u [u], a u sporom, naglašavajućem govoru, ponekad i kao zatvoreno o [o]. Primjeri: profundo [pro'fũdu] 'dubok', raso ['hazu] 'plitak', folgado [fow'gadu, -o] 'lijen'. Isto vrijedi i za O u nenaglašenom završetaku -OS: cachorros [ka'šohus] 'psi'.
4. O s akutom (ó) se izgovara kao otvoreno o (između hrv. o i hrv.a; vidi samoglasnik broj 7 na vokalnom trapezu). Primjeri: toró 'pljusak', gogó 'Adamova jabučica, ótimo 'odličan'.
5. O ispred završnog, nenaglašenog A ili AS izgovara se kao [w]: mágoa ['magwa] 'tuga'.
6. Naglašeno, zatvoreno O, u završetku -OA često se izgovara kao diftong [ou], odnosno [ow]: garoa [ga'ro(u)a, ga'ro(w)a] 'kišica', Lisboa [liz'boua, liz'bowa] 'Lisabon', pessoa [pe'soua, pe'sowa] 'osoba', boa ['boua, bowa] 'dobra'.
7 O u slogu ispred naglašenih zatvorenih samoglasnika (i, u, ô, ê), može kadšto, u nekim riječima, (osim [o]) poprimiti i vrijednost [u]: bonito [bo'nitu, bu'nitu] 'lijep', chover [šo'veh, šu-] 'kišiti', dormir [doh'mih, du-] 'spavati'.
8. Naglašeno O, iza kojeg ne dolazi nosni samoglasnik izgovara se, ovisno o riječi kao otvoreno o (ó) ili kao zatvoreno o (ô) tj. [o]. Pravila nema, te se radi ortoepije mora posegnuti za rječnikom.
9. U svim ostalim slučajevima O se izgovara kao zatvoreno o [o]: morar [mo'rah] 'stanovati', decorar [deko'rah] 'naučiti (napamet)', fotografia [fotogra'fia] 'fotografija', coloquial [koloki'aw, kolo'kjaw] 'razgovorni', morfologia [mohfolo'žia] 'morfologija' itd.

### Suglasnici (Consoantes)
Suglasnici b, f, p i v se izgovaraju kao u hrvatskom. H se nikada ne izgovara. J se uvijek izgovara kao hrv. [ž], ç kao hrv. [s], ch kao hrv. [š],
a q kao hrv. [k]. Izgovor grafema c, d, g i t ovisi o
grafemima koji dolaze iza njih:
| grafem | ispred a, o, u | ispred i ispred nenaglašenog e (kada se izgovara kao [ɪ]) | ispred e u drugim položajima |
| ------ | -------------- | --------------------------------------------------------- | ---------------------------- |
| c      | [k]            | [s]                                                       | [s]                          |
| d      | [d]            | [dž] (ʤ)                                                  | [d]                          |
| g      | [g]            | [ž] (ʒ)                                                   | [ž] (ʒ)                      |
| t      | [t]            | [č] (tʃ)                                                  | [t]                          |

Tekući suglasnici se izgovaraju kao što slijedi:
| likvida | na početku riječi | na kraju sloga ili riječi | nakon nazalnog vokala | dvostruka | u ostalim slučajevima |
| ------- | ----------------- | ------------------------- | --------------------- | --------- | --------------------- |
| r       | [h]               | [h]                       | [h]                   | [h]       | [r]                   |
| l       | [l]               | [w]                       | [l]                   | -         | [l]                   |

Strujni suglasnici se izgovaraju ovako:
Nosni suglasnici portugalskog jezika se izgovaraju:
Dvoslov NH
Dvoslov LH
se najčešće izgovara kao nesaliveno l'j (dakle kao kombinacija hrv. l + hrv. j [y]), slično slovenskom lj: 
ilha ['ilya] 'otok',
filho ['filyu] 'sin'. Polusamoglasnik j [y] iz skupa l’j [ly] se najčešće ne izgovara, dakle LH je [l]:
1. ispred otvorenog e [ε]: mulher [mu'l(y)εh] ‘žena’; Guilherme [gi'lεhmi] Guilherme;
2. isped digrafa NH [ỹ]: filhinho [fi'lĩỹu] 'sinčić'; folhinha [fo'lĩỹa] 'kalendar'.
Grafem X
1. na početku riječi se izgovara kao [š] (kao npr. u xícara 'šalica');
2. na kraju riječi se izgovara kao [ks] (kao u npr. tórax 'prsni koš, toraks');
3. ispred suglasnika izgovara se kao [s] (kao npr. u explicar [espli'kah, ispli'kah] 'objasniti').
4. između samoglasnika, može poprimiti vrijednosti:
---[z] (kao u exame 'ispit'),
---[s] (kao u próximo 'blizak'),
---[š] (kao u vexame 'sramota'),
---[ks] (kao u táxi 'taksi').
Ne postoje pravila izgovaranja intervokalnog X, pa se valja poslužiti rječnikom.

## Poveznice
- Zajednica država portugalskog govornog područja
- Policentrični standardni jezik
- Portugalska književnost

## Vanjske poveznice
- Ethnologue (14th)
- Ethnologue (15th)